# Fontcouverte-la-Toussuire
Fontcouverte-la-Toussuire là một xã thuộc tỉnh Savoie trong vùng Rhône-Alpes ở đông nam nước Pháp. Xã này nằm ở khu vực có độ cao từ 659-2305 mét trên mực nước biển.